# Raja pulchra
Raja pulchra és una espècie de peix de la família dels raids i de l'ordre dels raïformes.

## Reproducció
És ovípar i els ous tenen com a banyes a la closca.

## Hàbitat
És un peix marí, de clima temperat i demersal que viu entre 15–120 m de fondària.

## Distribució geogràfica
Es troba a l'oceà Pacífic occidental: el Japó, el Mar d'Okhotsk i el mar de la Xina Oriental.

## Observacions
És inofensiu per als humans.